# Aboutyou
Le chien égyptien Aboutyou, mort avant 2280 av. J.-C., est l'un des premiers animaux domestiques dont le nom est connu. On pense qu'il s'agissait d'un chien de garde royal qui vivait sous la VIe dynastie et qui a reçu une sépulture cérémoniale élaborée dans la nécropole de Gizeh, à la demande d'un pharaon dont le nom est inconnu.
Aboutyou semble avoir été un lévrier, ou un chien de chasse semblable à un lévrier, aux oreilles dressées et à la queue frisée. Le tombeau dans lequel sa tablette a été découverte se trouve dans le cimetière G 2100, dans le terrain ouest de Gizeh, à proximité du côté ouest de la grande pyramide.

## Antécédents

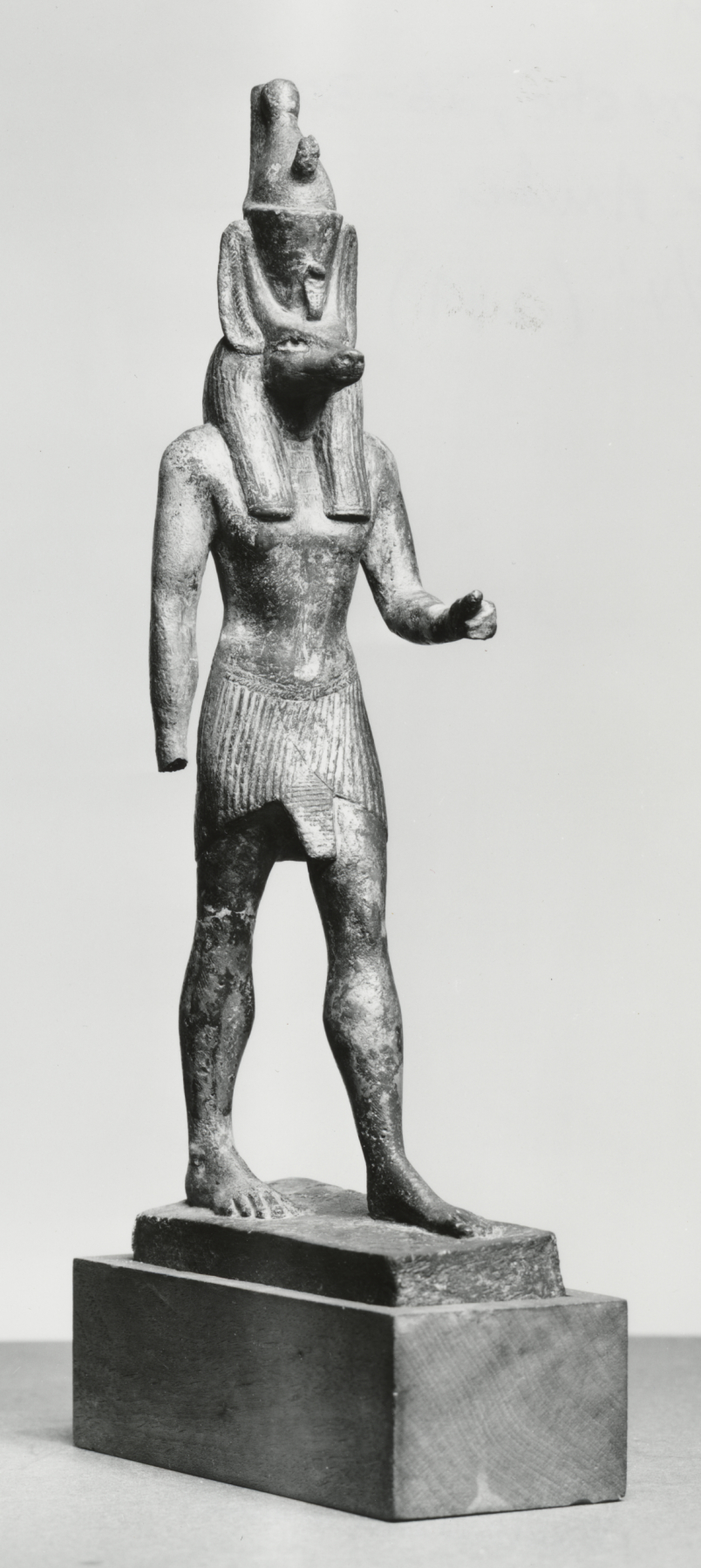
Statue d'Anubis

Hérodote indique que dans l'ancienne Perse, les chiens étaient des animaux protégés, tenu en haute estime au cours de leur vie. Selon les Grecs anciens, les chiens de l’Égypte ancienne étaient traités avec le même respect qu'en Perse, et étaient fréquemment momifiés après leur mort, avant d'être enterrés dans des tombes familiales,,. Les anciens Égyptiens et d'autres peuples du Proche-Orient croyaient que les chiens étaient des êtres spirituels, similaires aux humains, et ils étaient « souvent associés à des divinités et aux pouvoirs de celles-ci ». Un certain nombre de sépultures des premières dynasties royales contiennent des tombes de chiens, avec celles des femmes et des serviteurs de la maison royale. Le cimetière d'Ashkelon, dans le district sud d'Israël est peut-être le cimetière canin le mieux documenté du monde antique, mais un très grand nombre de momies de chiens ont été découvertes à travers toute l’Égypte, y compris à Rhoda, en Haute-Égypte, à Thèbes, à Abydos, et près de Maghagha.
Les anciens Égyptiens momifiaient de nombreuses espèces animales, dont des chats, des gazelles, des crocodiles, des babouins et des oiseaux,,. Généralement, de nombreuses espèces animales étaient consommées pour leur viande après la mort, mais il est très peu probable que les chiens aient été mangés. Les radiographies de chiens exhumés dans le monde antique ont révélé que le processus de momification impliquait l'emballage des os avec des bandages et leur insertion à l'intérieur d'une statue en bois d'Anubis, le dieu chacal associé à la momification et à l'au-delà dans la religion égyptienne antique.

## Découverte
La seule source dont Aboutyou est connue est une tablette d'inscription en pierre inscrite énumérant les cadeaux offerts par le pharaon pour les funérailles d'Aboutyou qui pourrait provenir de la chapelle funéraire du propriétaire du chien. La tablette se trouvait apparemment parmi les spolia utilisés pour construire une autre tombe vers 2280 avant notre ère, un mastaba de la VIe dynastie, après la démolition de la chapelle,. Elle a été découverte le 13 octobre 1935 par l'égyptologue George Andrew Reisner lors d'une expédition conjointe de l'université Harvard-Musée des Beaux-Arts (Boston), et retirée du site quatre jours plus tard,,,.
La découverte a été enregistrée par le principal photographe de l'expédition, Mohammedani Ibrahim, qui a pris plus de 9 321 photos grand format sur plaque de verre lors des expéditions de Reisner,. La tablette est aujourd'hui détenue par le Musée égyptien du Caire (numéro d'inventaire JE 67573).
Ni la tombe du chien ni la momie n'ont été retrouvées. La tombe dans laquelle la tablette a été déterrée se trouve dans le cimetière G 2100 près du côté ouest de la pyramide de Khéops,. La tablette en calcaire blanc mesure 54,2 × 28,2 × 23,2 cm et est inscrite avec dix rangées verticales de hiéroglyphes, séparées les unes des autres par des lignes verticales. Une partie d'une laisse est visible dans l'angle supérieur droit, ce qui suggère que la tablette présentait une image d'Aboutyou avec son propriétaire.
Le texte de l'inscription traduit par Reisner décrit les cadeaux offerts par le pharaon en hommage aux funérailles d'Aboutyou :

« Le chien qui était la garde de Sa Majesté, Aboutyou est son nom. Sa Majesté a ordonné qu'il soit enterré (cérémonieusement), qu'on lui donne un cercueil provenant du trésor royal, du linge fin en grande quantité, (et) de l'encens. Sa Majesté a également donné un onguent parfumé et a ordonné qu'un tombeau soit construit pour lui par les équipes de maçons. Sa Majesté a fait cela pour lui afin qu'il (le chien) soit honoré (devant le grand dieu, Anubis). »

## Interprétation
| a | b | w | tyw | E14 |

| a | b | w | tyw | E14 |

Bien qu'il soit courant d'enterrer des chiens dans l'Égypte antique, les funérailles d'Aboutyou sont exceptionnellement élaborées, un honneur normalement réservé aux humains de la classe supérieure. Les cadeaux du pharaon suggèrent que le cadavre a été momifié, comme cela se faisait couramment pour les humains à l'époque, dans la croyance que le ka du mort entrerait dans sa vie après la mort grâce à l'enterrement cérémonial.
Bien qu'aucune image d'Aboutyou n'ait été trouvée, le texte le caractérise comme un Tesem), un chien de chasse de constitution légère semblable à un lévrier, aux oreilles dressées et à la queue frisée. Le Tesem est présent dans les représentations de l'Égypte préhistorique, ce qui en fait l'une des plus anciennes races de chiens connues, et ses images sont courantes dans l'histoire de l'Égypte antique. Selon Reisner, le nom « Aboutyou » n'est pas entièrement traduisible, mais il suppose que ꜥbw est une représentation onomatopée de l'aboiement d'un chien, car cette composante se retrouve souvent dans les noms de chiens de l'Égypte antique. Edward C. Martin Jr. affirme que le nom signifie « aux oreilles pointues », ce qui correspondrait à la description du Tesem.

### Sources
- Cavendish, Ancient Egypt and the Near East: An Illustrated History, Marshall Cavendish, 2010 (ISBN 978-0-7614-7934-5, lire en ligne)
- Laurie Detweiler, Old Testament and Ancient Egypt Teacher's Manual, Veritas Press, janvier 2004 (ISBN 978-1-932168-28-0, lire en ligne)
- « G 2188 Y », sur Giza Diary, 1935, 13 octobre 1935 (consulté le 14 octobre 2012)
- « G 2188 », sur Giza Diary, 1935, 17 octobre 1935 (consulté le 14 octobre 2012)
- Sir John Gardner Wilkinson, Manners and Customs of the Ancient Egyptians, John Murray, Albemarle Street., 1837 (lire en ligne), 33
- James Hastings, Encyclopaedia of Religion and Ethics: Algonquins-Art, Elibron.com, octobre 2001 (ISBN 978-1-4021-9433-7, lire en ligne)
- William Christopher Hayes, The Scepter of Egypt: From the Earliest Times to the End of the Middle Kingdom, Metropolitan Museum of Art, 1990 (ISBN 978-0-87099-190-5, lire en ligne), 65
- Hinkler, Discover Ancient Egypt, Hinkler Books, Penton Overseas, Inc, 1er février 2006 (ISBN 978-1-74157-524-8, lire en ligne)
- Salima Ikram, Divine Creatures: Animal Mummies In Ancient Egypt, American Univ in Cairo Press, 2005 (ISBN 978-977-424-858-0, lire en ligne)
- Maria Leach, God Had A Dog: Folklore of the Dog, Rutgers University Press, 1961 (lire en ligne), p. 283
- A. Lucas, Ancient Egyptian Materials and Industries, Kessinger Publishing, 1er avril 2003 (ISBN 978-0-7661-5141-3, lire en ligne)
- Edward C. Jr. Martin, Dr. Johnson's Apple Orchard: The Story of America's First Pet Cemetery, Hartsdale Canine Cemetery, 1997 (ISBN 978-0-9659266-0-7, lire en ligne)
- Steven Miller, Dogs in Australian Art, Wakefield Press, 17 février 2012 (ISBN 978-1-74305-017-0, lire en ligne)
- Darcy F. Morey, Dogs: Domestication and the Development of a Social Bond, Cambridge University Press, 12 avril 2010 (ISBN 978-0-521-76006-5, lire en ligne)
- « Photos: Abutiu », sur The Giza Archives, Musée des Beaux-Arts (Boston) (consulté le 14 octobre 2012)
- Helene Ragovin, « Finding the Pharaohs », Tufts Magazine,‎ printemps 2007 (lire en ligne [archive du 26 juillet 2009], consulté le 14 octobre 2012)
- George Andrew Reisner, « The Dog Which Was Honored by the King of Upper and Lower Egypt », Bulletin of the Museum of Fine Arts, vol. 34, no 206,‎ décembre 1936, p. 96–99 (JSTOR 4170605)
- Lewis Spence, Myths & Legends of Ancient Egypt, Wildside Press, août 2008 (1re éd. 1915) (ISBN 978-1-4344-7391-2, lire en ligne)
- Emily Teeter, Religion and Ritual in Ancient Egypt, Cambridge University Press, 13 juin 2011 (ISBN 978-0-521-84855-8, lire en ligne)
- Herman te Velde et Jacobus van Dijk, Essays on Ancient Egypt in Honour of Herman Te Velde, BRILL, 1997 (ISBN 978-90-5693-014-1, lire en ligne)
- (de) Eveline Zahradnik, Der Hund als geliebtes Haustier im Alten Ägypten anhand von bildlichen, schriftlichen und archäologischen Quellen: Altes und Mittleres Reich, Pro Business, 2009 (ISBN 978-3-86805-408-8, lire en ligne)